# Селище (Борське сільське поселення, Борська волость)
Селище (рос. Селище) — присілок Бокситогорського району Ленінградської області Росії. Входить до складу Борського сільського поселення.
Населення — 95 осіб (2012 рік). 